# Tokar
Tokar je majstor, koji uz pomoć tokarskih strojeva izrađuje elemente za alate i strojevi, a to su: osovine, matice, ventili, kipovi, vijci, spiralne opruge, prsteni i drugo. 
Stručna se sprema stječe po završetku osnovne škole, upisom u srednju školu. Za obrazovni program tokara bitno je predočenje liječničke svjedodžbe od specijalista medicine rada, da nema prepreka zdravstvenih kontraindikacija za obavljanje ovoga zanimanja. Srednje strukovno obrazovanje traje tri godine, potom se polaže stručni ispit da bi se dobila i stekla kvalifikacija za rad u struci tokar. Tokari se koriste sa svim vrstama materijala za izradu od drva, plastike i svih vrsta kovina, kako bi napravili: osovine, matice, ventile, kipove, vijke, spiralne opruge, prstene, i drugo. Manje zahtjevne predmete izrađuju na bušilicama, glodalicama, brusilicama, dok u novo doba na strojevima CNC za tokarenje. Srodna zanimanja su: glodač, drvodjeljski tehničar, stolar i tesar.